# Bogusław Zmudziński
Bogusław Zmudziński, né en 1951 à Opole, est un universitaire polonais, professeur à l'École des mines et de la métallurgie de Cracovie (AGH), fondateur et directeur du Festival international du film Etiuda & Anima de Cracovie.

## Biographie
Bogusław Zmudziński a fait des études de droit et de philosophie à l'université Jagellonne de Cracovie, couronnées par un doctorat de philosophie.
Militant de l'opposition démocratique, puis du syndicat Solidarność, notamment pendant la période de clandestinité de la loi martiale décrétée en décembre 1981 par le général Jaruzelski, il édite des publications clandestines (bulletins, livres).
À partir de 1989, il s'engage dans divers projets liés au cinéma (notamment un ciné-club étudiant au centre Rotunda).
Depuis 1994, il dirige le Festival international du film Etiuda & Anima (jusqu'en 2005 Etiuda) qu'il a fondé.
Il participe activement à la vie de l'Association internationale du film d'animation (ASIFA) et est membre du bureau de sa section polonaise.